# إيرلر فلم
إيرلر فيلم هي شركة إنتاج أفلام تركية تأسست عام 1960 في إسطنبول على يد المخرج والمنتج التركي الشهير توركر إنانوغلو . وهي شركة أفلام مقرها الحالي في كافاجيك، بيكوز ، وهي أقدم شركة أفلام في البلاد، والتي لا تزال تعمل حتى يومنا هذا.
على مدى أكثر من 45 عامًا، أنتجت شركة إيرلر فيلم أفلامًا طويلة على نطاق واسع، من الأفلام بالأبيض والأسود إلى الأفلام الملونة، ومن الأفلام المحلية إلى الإنتاج المشترك، ومن أفلام التاريخ إلى الكوميديا. خلال فترة الستينيات والسبعينيات من القرن العشرين، كانت أكبر شركة إنتاج أفلام تركية. منذ عام 1990، بدأت بإنتاج مسلسلات تلفزيونية للقنوات التلفزيونية التركية بنكهة السينما.
على مدار أكثر من خمسون عاماً أنتجت أكثر من 200 فيلمًا، من بينها 21 فيلمًا في الإنتاج المشترك مع اليونان وإيطاليا وإيران .

## مسلسلات تلفزيونية على الهواء
- جنات محلسي ( حي الجنة ) يوم السبت الساعة 20:00 على قناة شو تي في
- الغريب أيام الجمعة الساعة 20:00 على قناة كانال دي
- حدود الحب (النسخة اليونانية من نفس المسلسل) يوم الاثنين الساعة 21:00 على قناة ميجا تي في اليونانية
- ( الحب القاتل ) برنامج تلفزيوني